# 鹹水

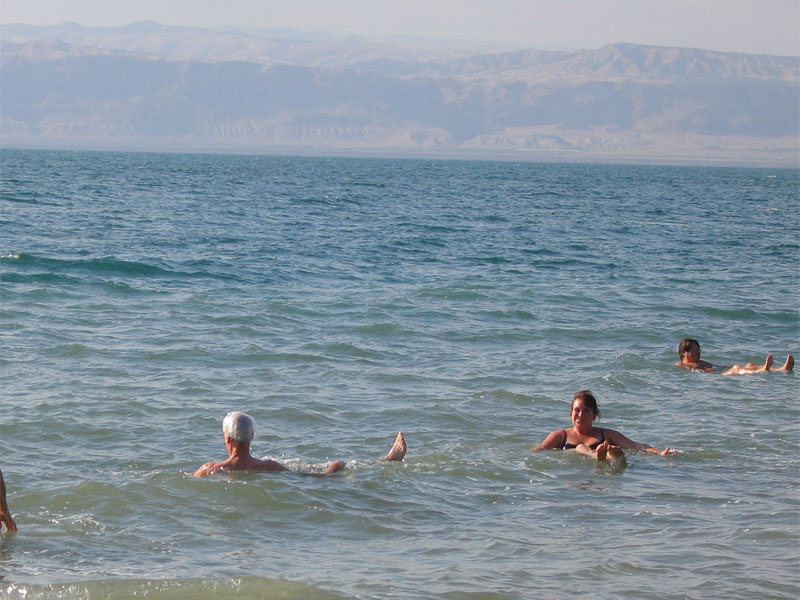
死海の湖水。高濃度の鹹水である。

鹹水（かんすい）とは、塩化ナトリウムなどの塩分を含んだ水である。
代表的な鹹水は海水であり、海水との境界に存在する汽水も鹹水に含まれる。また、過去に海水が閉じ込められてできた化石水、岩塩地帯の塩分を含んだ水など、陸水にも鹹水が存在する。対義語は淡水。
鹹水の中でしか生きられない魚類のことを鹹水魚という。

## 資源としての鹹水

### 天然ガス鹹水
地下水の鹹水は天然ガスを大量に溶存していることがあり、地下の鹹水を汲み上げて分離・精製されたガスが利用されている。地下の高い圧力下で地下水に溶けている天然ガスは、大気圧の下では水にほとんど溶けないため、地下水を地上へ揚水すると天然ガスが自ら分離して発生する。これを回収して利用する。
鹹水の生産井は揚水量が多く、地盤沈下の原因となっていることから、揚水量を規制したり、回収後の残水を地下へ再び戻したり（人工涵養）することも行われている。
千葉県を中心として広がる、日本最大の水溶性天然ガス田である南関東ガス田の一帯の鹹水には、海水の2,000倍ものヨウ素が含まれており、ヨウ素も天然ガスの副産物として生産されている。これだけ高濃度の濃縮ヨウ素が存在する場所は世界的にも珍しく、日本はチリに次いで世界第2位のヨウ素産出国となっている。

### リチウム、臭素の抽出
塩湖などから採取される鹹水は、リチウム、臭素といった他の有用な元素・鉱物を抽出する資源としても利用されている。

## 中華麺に使う鹸水
中華麺などの原料の「鹸水」は、元来は塩湖の水を用いたため鹸水と呼ぶ。現在は有効成分の炭酸ナトリウムなどから工業的に製造する。